# José Eugenio Ellauri
José Eugenio Ellauri Obes (Montevideo, 15 de noviembre de 1834 - Montevideo, 27 de diciembre de 1894) fue un jurisconsulto, diplomático, y político uruguayo, perteneciente al Partido Colorado. Sirvió como presidente de la República entre 1873 y 1875.
Fue elegido como presidente el 1 de marzo de 1873 por la Asamblea General para un período de 4 años (1873-1877), a pesar de haberse negado a aceptar el cargo. Terminó siendo derrocado en 1875 por un motín militar protagonizado por el coronel Lorenzo Latorre. 
El doctor Carl Brendel lo describió como "un hombre agradable y distinguido, pero algo débil y corto de vista".

## Biografía
Nació el 15 de noviembre de 1834 en Montevideo, Uruguay.
Su madre era Francisca Obes, hermana del político Lucas Obes y de Consolación Obes, la abuela del presidente Julio Herrera y Obes, por lo que ambos presidentes fueron primos segundos.
Su padre fue José Longinos Ellauri, político y abogado considerado como el "alma mater" de la Constitución de 1830, por ser el presidente de la asamblea constituyente y su miembro redactor.
Su árbol genealógico también lo emparenta con otros mandatarios, como el presidente interino Tomás Gomensoro, el presidente argentino Bartolomé Mitre y con el presidente del siglo XX Jorge Pacheco Areco.
En 1856, siendo veinteañero, comenzó una carrera en el ministerio de Gobierno, llegado a ocupar el cargo de oficial 1.º Mismo año en el que su padre, José L. Ellauri, había sido nombrado por el presidente Gabriel Antonio Pereira, de orígenes colorados pero de talante fusionista, como titular de dicho ministerio.
Al año siguiente, en 1857, Ellauri consiguió el título de doctor en jurisprudencia, junto a conspicuos condiscípulos como José Pedro Ramírez y Mariano Ferreira.
En 1858, después de los hechos militares que culminaron en el episodio histórico conocido como "Hecatombe de Quinteros", cuando por órdenes directas del presidente Pereira se fusiló a un grupo de rebeldes colorados antifusionistas, Ellauri fue cesado de su cargo público en el ministerio. Esto debido a sospechas de su filiación colorada.

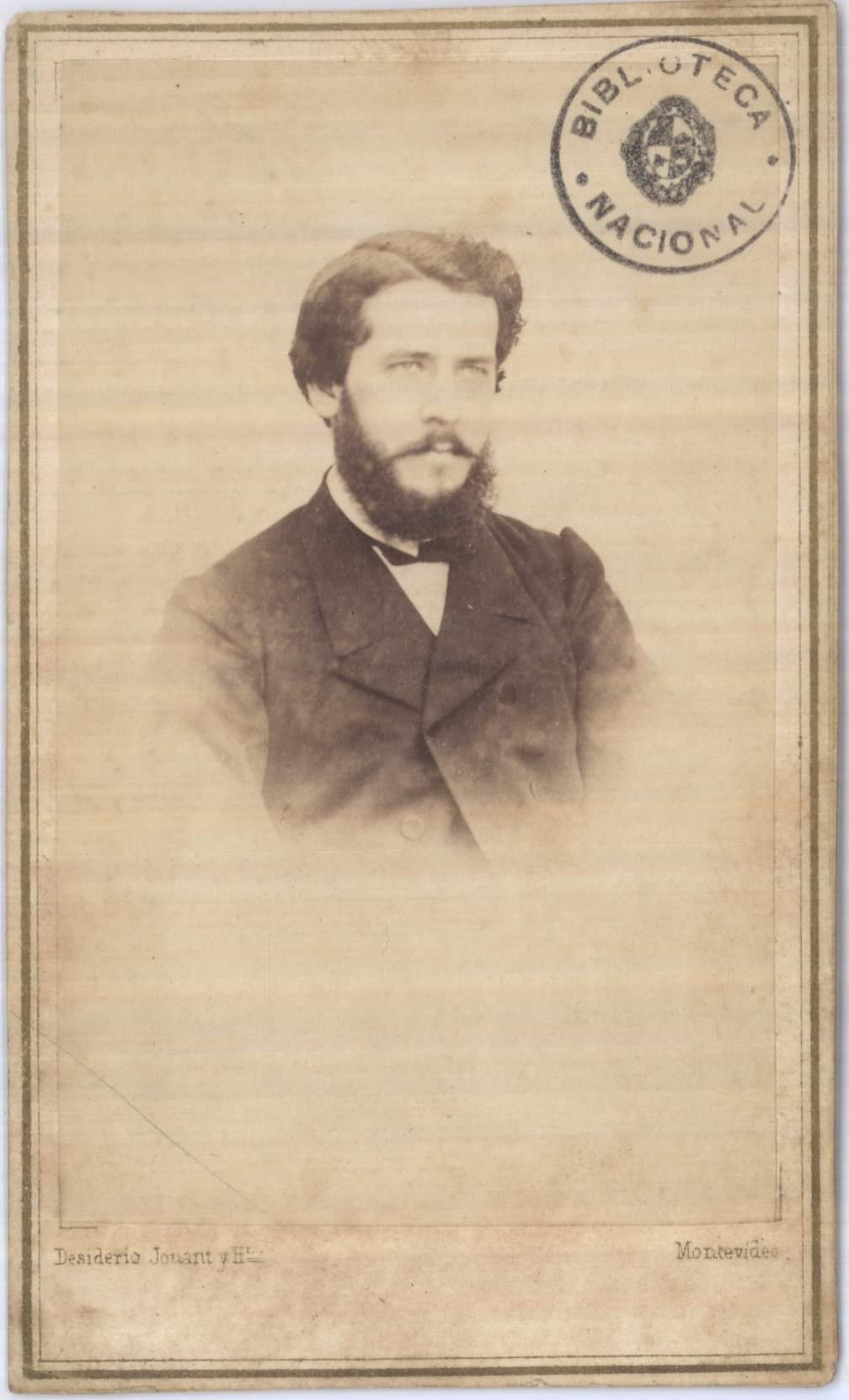
Un joven Ellauri.

Posteriormente, llegó a estar en la Fiscalía Civil durante un tiempo, y no participó de la revolución del caudillo colorado Venancio Flores de 1863 y de consecuente llegada al poder en 1865.

## Tarea diplomática
Nada más llegar a la presidencia, el general Lorenzo Batlle (1868-1872) nombró a Ellauri como canciller de la República, cargo que ocupó sólo por un breve espacio de cuatro meses, por tener diferencias con el primer mandatario.
Sin embargo, dos años más tarde, Ellauri sería nuevamente convocado por el Poder Ejecutivo para llevar a cabo una misión diplomática en Argentina, en septiembre de 1870. Buscó apoyos en la otra margen del Río de la Plata tras el inicio de un levantamiento armado liderado por el caudillo blanco Timoteo Aparicio, denominado como la "Revolución de las Lanzas".
Luego de dictar conferencias en Buenos Aires sobre esa temática, su misión tuvo éxito.

## Elección como Presidente de la República
En noviembre de 1872 es electo senador por Montevideo, y a partir del 15 de febrero de 1873, al asumir su cargo, también ocupa la posición de Presidente de la Cámara Alta (Senado).
El presidente interino, Tomás Gomensoro, había renunciado a la Presidencia de la República, por lo que Ellauri se encargó brevemente del Poder Ejecutivo hasta el 1 de marzo.
Para el 1 de marzo de 1873 la Asamblea General, como dictaba la Constitución, debía elegir un nuevo Presidente para el período 1873-1877.
Los legisladores colorados principistas (los principistas eran jóvenes políticos liberales y urbanos que buscaban la modernización del sistema y el fin del caudillismo), junto a los legisladores blancos, apoyaron la candidatura de José María Muñoz, un viejo colorado antifusionista del Partido Conservador. El resto de la Asamblea impulsaba o la candidatura del anterior presidente interino, Tomás Gomensoro (apoyado por los "tradicionalistas" o "netos", también llamados despectivamente "candomberos", que contrarios a los principistas), o la candidatura del mismo Ellauri.
La candidatura de Gomensoro terminó siendo la más votada, pero por poco no alcanzó la mayoría requerida.
Durante la segunda votación, los "tradicionalistas" abandonaron la postulación de Gomensoro y votaron juntos por Ellauri, evitando que por división en la Asamblea resultara triunfante Muñóz. De esta manera, Ellauri, que era también principista, llegó a la Presidencia con votos de sus rivales políticos.

## Presidencia de la República

### Asunción
José Eugenio Ellauri llegó a la Presidencia de la República el 1 de marzo de 1873, con 38 años de edad.
Paradójicamente, los principistas blancos y colorados, que no le aportaron ningún voto a Ellauri, llegaron a colaborar con el gobierno, mientras que los sectores tradicionalistas que lo eligieron fueron en casi todo momento sus más duros opositores.

"El ciudadano que habéis elegido para presidir los destinos de la República no reúne, sin duda, las condiciones necesarias para tan elevado puesto. Ese ciudadano lo ha declarado así tantas veces le fue necesario. Ese ciudadano ha trabajado en la esfera de sus medios, no sólo para que su candidatura fuera eliminada, sino para que el candidato que como yo no tuviese esas condiciones, fuese subrogado por otro que tenga las que yo no reúno". (Discurso al asumir el mando presidencial, en marzo de 1873).

Ellauri percibió de inmediato la falta de apoyos, con votos de rivales políticos y sin contar de la confianza de aquellos más próximos ideológicamente a él, los principistas. Debido a esto, renunció al cargo ese mismo día, pero su renuncia fue rechazada por la Asamblea General. Así, sin mucho convencimiento, Ellauri juró aceptar la presidencia. Pero cuando el novel presidente intentó integrar sus ministerios con algunos principistas, lo que no fue aceptado por éstos, presentó una nueva dimisión el día 3 de marzo.
Pero esa vez el ejército tomó cartas en el asunto, lo que fue su primera intervención por motu propio en la historia del Uruguay. Apostando sus cuerpos de línea en la Plaza Constitución, donde se encuentra el Cabildo de Montevideo, la sede del Poder Legislativo en aquel momento. Esta acción militar tuvo un papel protagónico del coronel Lorenzo Latorre, comandante del 1° de cazadores.
Al mismo tiempo, el pueblo se volcaba a las calles. Con tal apoyo militar y popular, tuvo que aceptar el mando presidencial.

### Gabinete de gobierno
Su gabinete estuvo integrado por:
| Ministerios y ministros del gobierno de José Eugenio Ellauri | Ministerios y ministros del gobierno de José Eugenio Ellauri | Ministerios y ministros del gobierno de José Eugenio Ellauri |
| Ministerio                                                   | Ministros                                                    | Período                                                      |
| ------------------------------------------------------------ | ------------------------------------------------------------ | ------------------------------------------------------------ |
| Gobierno                                                     | Saturnino Álvarez                                            | 1873 - 1875                                                  |
| Gobierno                                                     | Juan Ramón Gómez                                             | 1875                                                         |
| Relaciones Exteriores                                        | Gregorio Pérez Gomar                                         | 1873 - 1875                                                  |
| Hacienda                                                     | Ernesto Velazco                                              | 1873 - 1874                                                  |
| Hacienda                                                     | Pedro Bustamante                                             | 1874 - 1875                                                  |
| Hacienda                                                     | Cayetano Álvarez                                             | 1875                                                         |
| Guerra y Marina                                              | Eugenio Fonda                                                | 1873 - 1874                                                  |
| Guerra y Marina                                              | Eduardo Vázquez                                              | 1874 - 1875                                                  |

### Acciones

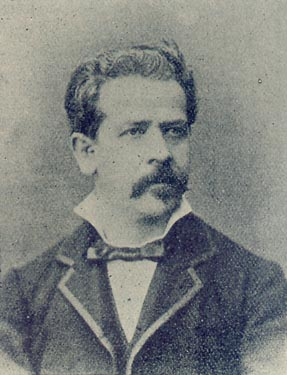
José Eugenio Ellauri, hacia la época de su presidencia. Fotografía aparecida en la revista Rojo y Blanco, n.º 4, Montevideo, 20 de enero de 1901

Los sectores principistas apoyaron pero también muchas veces frenaron la tarea presidencial de Ellauri. Sin embargo, los principistas, despectivamente llamados como "Cámaras Bizantinas" (sus adversarios consideraban que sus discusiones estaban muy alejadas de los problemas reales), lograron promover importantes proyectos de ley como el de reorganización de la hacienda pública, la reforma de la instrucción pública y la ley de bancos.
Desde el Poder Ejecutivo se bregó por distintas libertades:
- En 1873 se exhortó a los Jefes políticos departamentales a no incidir en los comicios.
- En 1874 se promulgaron la ley orgánica de Policía y la de garantías individuales.

Además, se inauguró la línea de telégrafo con Brasil y se dio impulso a la naciente industria vitivinícola.
También, a través de una resolución de Ellauri del 10 de junio de 1874, se autorizó la creación de la localidad de Ciudad del Carmen, denominada en aquel momento como "Nuestra Señora del Carmen".
Sin embargo, los factores económicos desestabilizaron su gobierno. Los saldos de la balanza comercial del país eran netamente desfavorables y la deuda pública se disparó. Esto perjudicaría al grupo "orista" dueño del alto comercio y los principales bancos, que promovían el patrón oro.
Ante el fracaso de un empréstito en Londres y la no emisión de papel moneda por parte del gobierno, los funcionarios públicos salieron perjudicados al prácticamente dejar de cobrar sus haberes.

### Levantamiento militar y renuncia

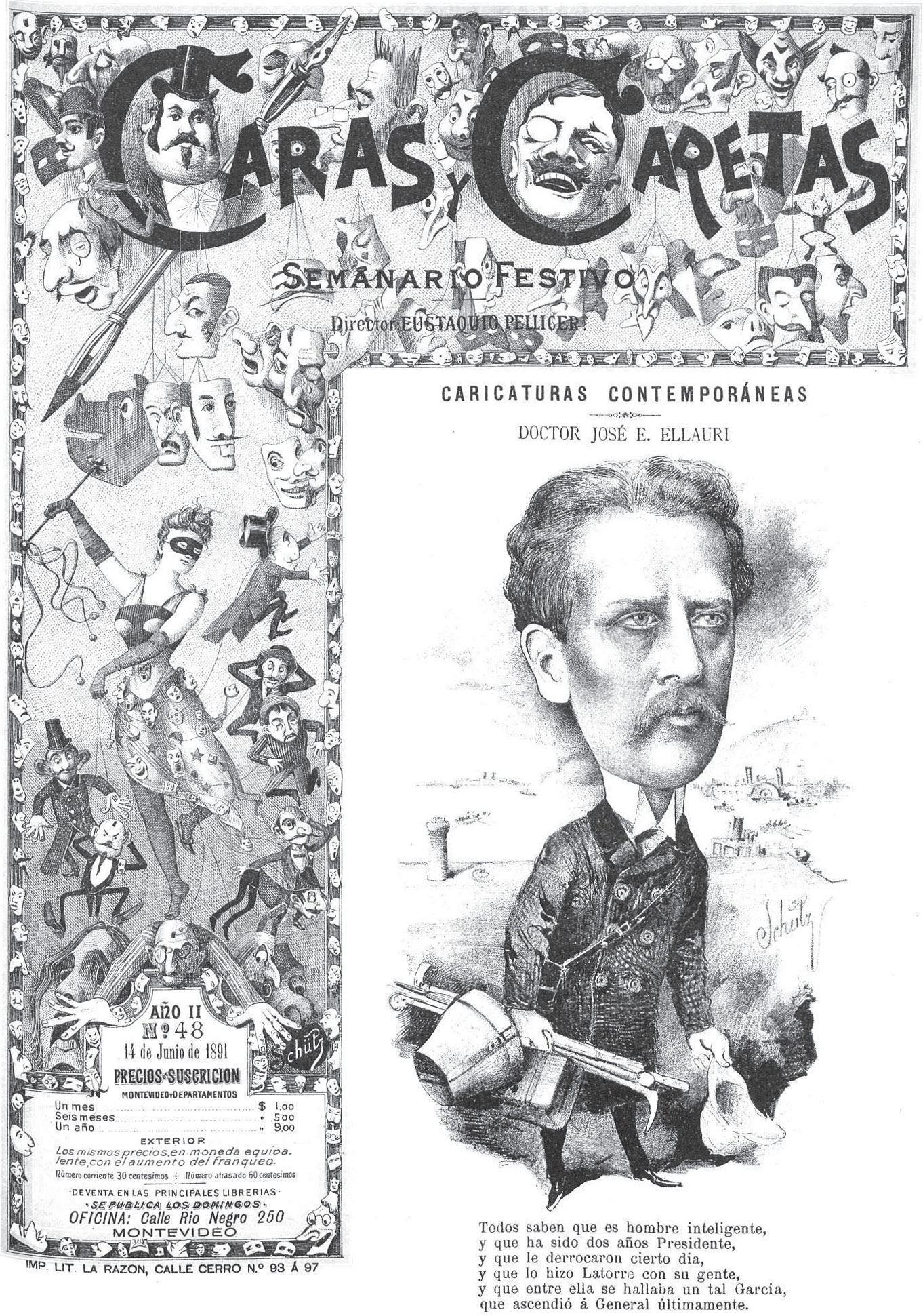
Portada de la publicación uruguaya Caras y Caretas, editada entre 1890 y 1897. Presenta una caricatura de Ellauri y hace referencia a su derrocamiento.

Dada la precaria situación del gobierno de Ellauri, los sectores tradicionalistas, los caudillos y buena parte de las clases acomodadas reclamaban a un "hombre de presencia" que lograra reimplantar el orden.La caída del gobierno de Ellauri terminaría ocurriendo tras una sucesión de eventos ocurridos a principios del año 1875. 
La elección del Alcalde Ordinario de Montevideo (un cargo electivo de tipo judicial) enfrentó a los principistas, que promulgaban la candidatura de José Pedro Varela, y a los "candomberos", que promovían la figura de Isaac de Tezanos. Esto llevó a que en el día 10 de enero de 1875 se dieran confrontaciones que terminarían con un tiroteo que dejó varios muertos en plena Plaza Matriz.  
Este evento fue el corolario de la caída de Ellauri. El Presidente recién habló sobre lo acontecido dos días después, siendo sus dichos catalogados por la prensa principista como "la palabra de un tartufo". 
Además, la renuncia de tres de sus cuatro ministros agravó la situación, hasta que el día 15 de enero, luego de negarse a renunciar en primera instancia, un motín militar protagonizado por el coronel Lorenzo Latorre llevó al derrocamiento del gobierno de Ellauri. Latorre y sus tropas se apoderaron de la plaza y las oficinas del gobierno, colocando al banquero Pedro Varela a la titularidad del Poder Ejecutivo, en calidad de "Gobernador Provisorio", junto a un gabinete dominado por los colorados netos.
El motín de Latorre se toma como el hecho que da inicio al período conocido como "Militarismo". 
Ellauri sólo recibió la solidaridad de Carlos Lallemand, jefe del cuartel 3.º de Cazadores, que no apoyó la acción militar urdida por Latorre a la una de la mañana de ese día y dejó su mando militar. 
Ellauri dejó su casa ubicada en las calles Misiones y Rincón, para asilarse cruzando una azotea en el Consulado de Brasil. Rechazó el apoyo de los blancos de Timoteo Aparicio y, acompañado por varios allegados, abordó un barco brasileño. 
Su pariente, Julio Herrera y Obes, le hizo saber el tardío apoyo de los principistas, ofreciéndole un buque italiano para viajar a Colonia a intentar un levantamiento. 
Ellauri terminó por retirarse en Buenos Aires, en donde vivió por quince años.

## Después de la Presidencia
En Buenos Aires trabajó de su profesión y se hizo tiempo para leer a autores como Shakespeare, Thiers y Macaulay en sus idiomas originales. 
En 1882 parte rumbo a Europa. No acepta volver en 1889, cuando el presidente Máximo Tajes le ofrece hacerse cargo de la Cancillería. 
En 1890, con la llegada a la presidencia de Julio Herrera y Obes, su pariente e íntimo amigo, Ellauri retorna al Uruguay. Al año siguiente, en 1891, el gobierno lo envía en una misión diplomático-financiera a Londres para negociar la deuda con los acreedores del Estado, misión exitosa, ya que logró la rebaja de la misma y de sus intereses. 
Su inglés fluido, su talante de "gentleman" y los conocimientos financieros perfeccionados en sus años de exilio, fueron decisivos en el éxito obtenido. No aceptó sueldo ni viático alguno por la misión cumplida con creces. 
Terminada la presidencia de Julio Herrera y Obes el 1 de marzo de 1894, se sucedieron en la Asamblea General 21 días de votaciones y ásperos debates para elegir a su sucesor. El oficialismo impulso la candidatura de Ellauri, mientras que la oposición apoyó al veterano Tomás Gomensoro. Ellauri resultó nuevamente electo para ser Presidente con 45 votos (la mitad de la Asamblea), pero argumentó que los 45 votos que recibió representaban una diferencia muy exigua con los 42 que había recibido Gomensoro. Renunciando a su candidatura el 12 de marzo, finalmente fue elegido Juan Idiarte Bordacomo nuevo presidente.
Ese mismo año, ya retirado de la vida pública, una rápida enfermedad lo llevó a la tumba el 27 de diciembre de 1894, en Montevideo. Tenía sesenta años de edad y se mantenía célibe.
| Predecesor: Tomás Gomensoro (presidente interino) | Presidente de Uruguay 1873-1875 | Sucesor: Pedro Varela |